# 科寧 (紐約州鎮)
科寧（英語：Corning）是一個位於美國紐約州斯托本縣的鎮。

## 人口
根據2020年美國人口普查的數據，科寧的面積為96.74平方千米，當中陸地面積為95.44平方千米，而水域面積為1.30平方千米。當地共有人口5986人，而人口密度為每平方千米62人。